# Клуб (телесериал)
«Клуб» — российский телевизионный молодёжный сериал в жанре экшен-драма (жанр), содержащий откровенные сцены. С 2006 года по 2009 год вышло 8 сезонов (156 серий). Являлся одним из самых успешных проектов телеканала «MTV Россия».
Это рассказ о золотой молодёжи Москвы. Практически в каждой серии участвует звезда из мира музыки, кино и телевидения. В телесериале принимали участие Валерия, Дима Билан, Серёга, Сергей Лазарев, Шура, Влад Топалов, Лигалайз, N’Pans, Саша Project, Наталья Подольская, Анна Семенович, американский рэпер Coolio и многие другие звёзды российского шоу-бизнеса.
Составляющей телесериала является музыка — хип-хоп и R&B (в первых четырёх сезонах). Она играет в ночном клубе, где происходит действие телесериала, под неё танцуют главные герои, её обсуждают и она наполняет телесериал. В телесериале звучали мировые и российские хиты, а также специально написанные для телесериала треки, которые исполнят Дима Билан, Лигалайз, N’Pans, Big Black Boots, Иракли и другие. Начиная с пятого сезона, в телесериале появляется персонаж Ярослав (ЯнеНем, MC ЯR) — герой Сергея Чугина, который по сюжету является рэпером, приехавшим покорять столицу.
Съёмки телесериала проходили в Киноцентре на Красной Пресне.

## Сюжет
Телеканал MTV Россия назвал данный сериал «историей Золушки в стиле R&B». Каждый из эпизодов «Клуба» — отдельная история, но с одними и теми же персонажами, выстраивающая неразрывную цепь отношений между героями. Это молодёжный сериал про ночную жизнь. Василиса (Вася) — простая девушка, которая случайно попадает в самый модный клуб города Москвы. Там она встречает Данилу — плейбоя, сына совладельца клуба. «Клуб» — это телевизионная сага о рождении музыкальной суперзвезды, детальное описание всей «кухни» российского шоу-бизнеса.

### 1-3 сезоны
Первый сезон повествует о милой девушке — студентке медицинского образовательного учреждения по имени Василиса, которая мечтала выйти замуж за принца и жить в сказке.
Однажды она попадает в один из самых лучших ночных клубов города Москвы, где проникается симпатией к сыну совладельца клуба Даниле. Она приходит в клуб очень часто, только чтобы увидеть того, в кого она безумно влюблена. Клубными сплетницами Тамарой и Варварой разносится слух о том, что Василиса — сестра Данилы. Роза (постоялица клуба) набивается к Василисе в подруги, но постоянно устраивает бедной девушке гадости, после чего узнаётся правда. У Данилы начинаются проблемы с деньгами, с которыми помогают его непутёвые друзья — Вик и Костя Мозг. Чтобы заработать, он начинает опускаться всё ниже и ниже и даже снимается в порно.
Во втором сезоне Василиса начинает ходить на уроки пения, развивая свой талант, что вызывает зависть у Розы. Также Василиса успевает принять участие в показе коллекции модной одежды, познакомиться с Димой Биланом, поработать в корейском ресторане и видеопрокате, вступить в конфликт с Розой из-за Данилы и поссориться с мамой.
В третьем сезоне Данила влюбляется в красивую и сексуальную певицу Аннет (Анна Семенович), продюсером которой является Леонид Аркадьевич Либерман (Леонид Дзюник), но их роман длится недолго: Анна бросает Данилу ради более богатого жениха, после чего у него начинает ехать крыша. Он попадает в аварию, из-за которой отец увольняет его из клуба и отправляет учиться в Великобританию, но перед отъездом проходит прощальная вечеринка, на которой между Данилой и Василисой происходит сексуальный контакт в тайной комнате ночного клуба, после чего Данила понимает, что любит её.
Затем Василиса выступает на сцене со своей песней «Буду». Данила сбегает из аэропорта и возвращается в клуб.

### 4 сезон
Вернувшись в ночной клуб, Данила ищет Василису, чтобы поговорить с ней, однако этому разговору мешает несколько проблем. Отец Данилы нанял частных детективов, чтобы они поймали сына и вернули его обратно, к тому же Костя Мозг, который тайно влюблён в Василису, тоже хочет помешать этому разговору и «сдаёт» Данилу детективам. Данила исчезает из сериала, но появляется замена ему — некий Алекс, который является успешным бизнесменом и старым другом Вика. Вик знакомит Алекса с Василисой, после чего у них начинается роман, которому хочет помешать Костя Мозг.
Отец Данилы продает клуб местному предпринимателю — Александру Яковлевичу, а новым директором становится Стелла. Позже узнаётся вся правда о том, как Костя сдал Данилу, и все вокруг начинают его презирать, в том числе и сама Василиса. Но она смогла его простить, потому что Костя протащил Васю на прослушивание к Леониду Аркадьевичу, где она исполнила ему свою песню «Буду», которая посвящалась Даниле в 3 сезоне.
Однако Вик, который оказался в большой ссоре с Костей из-за Данилы, решил помешать Васиному успеху, и привёл на прослушивание свою знакомую Марго, которая понравилась Леониду Аркадьевичу своей сексуальностью, после чего он решается продюсировать обеих и создает группу «Акция», в составе которой находятся Василиса и Марго. Однако вторая уходит из группы из-за денежных споров, а Вася становится звездой, после чего она сильно меняется в характере, и от неё отворачиваются все друзья, кроме Кости. В конечном итоге, Костя и Алекс хотят вместе сделать Василисе предложение, и в тот самый момент, когда они оба достают обручальные кольца появляется Данила, и Васе предстоит тяжёлый выбор между Данилой, Костей и Алексом.

### 5 сезон
В пятом сезоне показывают события, которые начинаются через год после событий четвёртого сезона. Василиса выбрала Данилу, но вскоре она развелась с ним и вышла замуж за Алекса. Очень многое меняется. Вася теперь одна из самых известных российских звезд, её новым продюсером является Стелла, Леонид Аркадьевич теперь под прозвищем «Либерман» является новым директором ночного клуба, тайно устроившим там бордель. Многих старых персонажей больше нет, но появляются новые, например, Ярослав и Полина. Ярослав приезжает из Уральска, чтобы пробиться в шоу-бизнес, а Полина — девушка из богатой семьи, в их отношениях есть помеха: Филипп — жених Полины, Ева — её подруга, а также её родители.
Алекс погибает в жуткой автоаварии, у Василисы сильная депрессия, и она пытается окунуться в работу, чтобы не думать о нём, но тут у неё начинаются проблемы. Стелла собирается организовать огромный концерт, но после она ссорится с Василисой, и Вася собирается делать всё сама и занимает огромную сумму у Либермана. В этот момент появляется старый друг — Костя, который пытается помочь Василисе, однако ему мешают новые обстоятельства — его новая жена, подруга Евы, а также он становится заместителем Либермана в клубе.
У Васи не получается организовать концерт, и никаких денег она с этого не получает, однако долг у Леонида Аркадьевича остаётся. Василиса просит его отсрочить выплату, но он против, потому что Васю заказал очень известный олигарх, и Либерман продаёт Василису ему, заодно и пытается вернуть певицу Стелле. Вася записывает с Ярославом песню «Я с тобой», после чего рэпер из Уральска становится более-менее знаменитым. Далее всё доходит до того, что Ева подсаживает Васю на наркотики, а безумный олигарх начинает её сильно избивать, после чего Василиса оказывается в больнице с сильными повреждениями и узнаёт о том, что беременна. Теперь ей предстоит сделать выбор между семьёй и карьерой. Её выбор останавливается на семье с Костей и её ребёнком. Так объясняется уход персонажа Василисы из сериала.

### 6 сезон
В шестом сезоне продолжают показывать отношения Ярослава и Полины, в которые по-прежнему лезут родители Полины и Филипп. Помимо этого, Ярославу удаётся связаться со Стеллой и пробиться в шоу-бизнес, а также записать диск со своим другом Михой, который позже умирает от СПИДа. После этого Ярослав начинает выступать в проекте Стеллы — «Бойз Бэнд», где начинает ощущать всю суть российского шоу-бизнеса. Полина тем временем становится известной моделью, и их пути с Ярославом начинают расходиться, вечные ссоры надоели обеим сторонам. Позднее Стелла и продюсер Полины заключают контракт о реалити-шоу, в котором должны принимать участие Ярослав и Полина, играя счастливую пару, однако Филипп выкупает это шоу, а у Либермана в этот момент рождается ребёнок, после чего он берёт отпуск.

### 7 сезон
В седьмом сезоне Полина улетает с Филиппом, объяснив Ярославу, что любит его, но ей намного легче находиться от него подальше. Это объясняет уход персонажей Полины и Филиппа из сериала. Либерман возвращается из отпуска, и клуб захватывают люди Александра Яковлевича, по причине того, что Либерман сделал из заведения бордель, после чего он попадает в тюрьму. Выясняется, что Либермана сдала Ева, а Александр Яковлевич снова становится директором клуба, сделав её своим заместителем. В итоге клуб закрывается на 2 месяца на реконструкцию и открывается под новым названием «Бархат». В этот момент Стелла случайно встречает в Саранске местную пацанку Марусю и первоначально думает, что это Василиса. Когда она понимает, что это совершенно другой человек, у неё появляется идея увезти Марусю в Москву и выдать её за Василису, после чего объявить о возвращении певицы на сцену.
Маруся тайно влюблена в Ярослава, а ухаживания своего одноклассника из Саранска Паши не воспринимает всерьёз. Её мечта — открыть свой тюнинг-салон, и единственное, что вынуждает её поехать в Москву — приобретение гаража, в котором она работала. Либерман выходит из тюрьмы и начинает вместе с Евой помогать Стелле, а также заниматься её старым проектом «Бойз Бэнд», из которого ушёл Ярослав, но пришёл его друг Ола. Из-за ухода из группы Ярослав занесен в чёрный список шоу-бизнеса, после чего он вместе с новым персонажем Ником пытается узнать всю правду о плане Стеллы, подозревая, что она выдаёт кого-то другого за Василису. Ник связывается с Васей, рассказывая ей о том, что сейчас происходит в Москве. Василиса возвращается в столицу, и обман вскрывается, после чего Стелла идёт под следствие, а Либерман снова попадает в тюрьму. Маруся, отвергнутая Ярославом, также отправляется за решётку. В конце Василиса с Ярославом дают в клубе свой последний совместный концерт с песней «Я с тобой», на котором Вася заявляет о возвращении на сцену, а Ярослав — наоборот, об уходе из шоу-бизнеса, после чего его персонаж уходит из сериала.

### 8 сезон
В восьмом сезоне показывают события, которые происходят через 4 года после предыдущего сезона. У Васи есть сын от Алекса и муж Костя, дом за городом, также они приютили Марусю у себя. Вася вернулась в шоу-бизнес, и из-за этого поднялось много шума. К тому же, она выпустила свою книгу «Девушка из клуба», в которой описывается их с Данилой история. Всё происходящее не нравится Косте, он не хочет, чтобы Вася возвращалась на сцену. Позже он узнаёт о том, что Данила стал заниматься кино и что он возвращается в Россию. Муж Василисы начинает паниковать.
Стелла хочет начать снимать сериал по книге Василисы, после чего из тюрьмы выходит Либерман, и они втроём с Евой вновь начинают работать вместе, занимаясь кастингами и выкупив права у Василисы. В это время появляется сайт, на который выкладывают ролики с осуждением Василисы. Там были вставлены вырезанные кадры из интервью со старым другом Васи Гришей Лузером (в 8 сезоне порноактёр), её подругой Розой, лучшим другом Виком, Марго, Либерманом, Евой и визажистом Сергеем Зверевым, из которых узнается почти всё про личную жизнь певицы, а самое главное — то, что она была замужем за Данилой и что причиной их развода стали его измены. После этого Василисе приходят письма с угрозами. Многим это начинает не нравиться, а Вася добирается до редактора этой самой передачи — некоего Игната, и узнаёт, что у него есть заказчик — инкогнито, знающий про Васю всё.
Начинаются подозрения между Марго, Либерманом, Евой и Стеллой, но никто из них к этому не причастен. Позже выясняется, что заказчик — Костя. Именно он заказывал все эти сюжеты, отправлял Василисе письма с угрозами, а самое главное — он подставил Данилу, и тот на самом деле не изменял Василисе во время их брака. Вася бросает Костю и узнаёт о том, что Данила вернулся в Москву, но со своей новой девушкой Даниэллой. Вик организовывает им встречу в ресторане, после чего они понимают, что хотят снова быть вместе. Данила бросает свою девушку. После этого Александр Яковлевич звонит ему и предлагает снять сериал по книге Василисы.
В самом конце Данила снова делает Васе предложение, на которое она отвечает согласием. На этом заканчивается сериал.

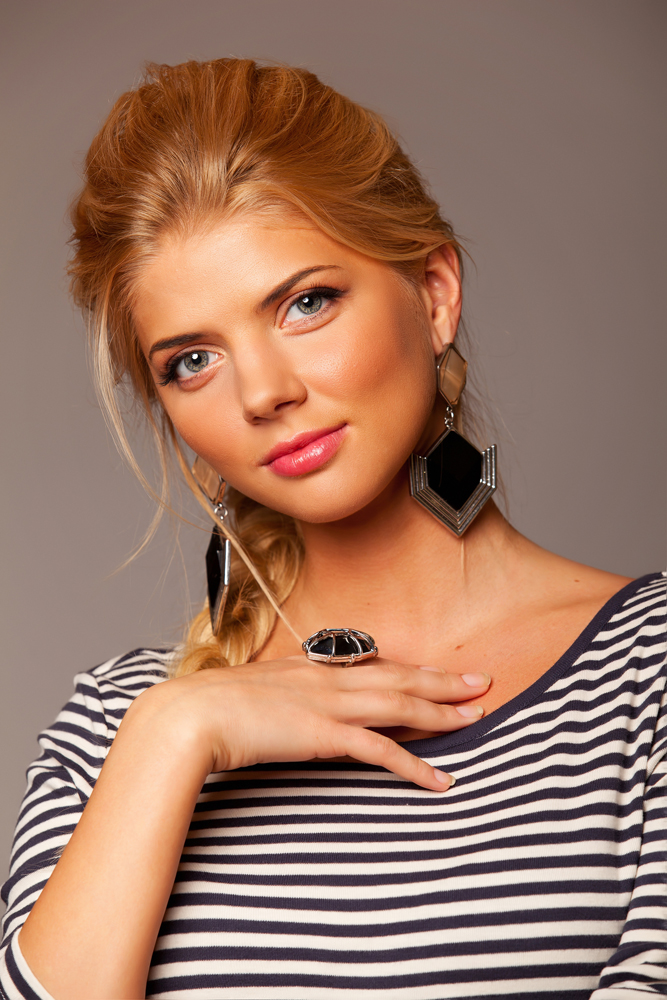
Настя Задорожная сыграла две главные роли в сериале «Клуб»

## В ролях

### Главные роли
- Настя Задорожная — певица, ранее — студентка медицинского ВУЗа Василиса Мудрова, среди друзей и знакомых — Вася (1-5, 7-8 сезоны) / работница автоцентра Маруся (Мария Фролова) (7-8 сезоны)
- Пётр Фёдоров — сын владельца ночного клуба Данила Орлов (1-4, 8 сезон)
- Иван Николаев — друг Данилы Вик (1-4, 8 сезон)
- Анна Носатова — постоялица клуба Роза (1-3, 8 сезон)
- Сергей Рудзевич — друг Данилы Костя «Мозг» (1-5, 7-8 сезоны)
- Марина Орёл — администратор клуба и продюсер Стелла (1-8 сезоны)
- Александр Толмацкий — директор клуба Александр Яковлевич (1-4, 7-8 сезоны)
- Екатерина Кабак — малолетка Катя (1-4, 6-8 сезоны)
- Тимур Батрутдинов — Гриша «Лузер» (1-4 сезоны)
- Наталия Просветова — сплетница Варвара (1-7 сезоны)
- Сабина Ахмедова — сплетница Тамара (1-7 сезоны)
- Леонид Дзюник — Леонид Аркадьевич Либерман (3-8 сезоны)
- Алексей Янин — Алекс (4-5 сезоны)
- Ольга Зайцева — Марго (4, 8 сезон)
- Сергей Чугин — рэпер Ярослав (5-8 сезоны)
- Анастасия Клюева — Полина (5-7 сезоны)
- Евгения Волкова — Танька (4 сезон) / Ева Колчак (5-8 сезоны)
- Станислав Эрдлей — Филипп (5-7 сезоны)
- Ола Кейру — Ола, друг Ярика (5-8 сезоны)
- Кирилл Солёнов — Ник (7-8 сезоны)
- София Гребенщикова — Даниэлла, девушка Данилы (8 сезон)
- Никита Спиридонов — Пашка, друг Маруси (7-8 сезоны)
- Павел Прилучный — Рэй (8 сезон)

### Второстепенные роли
- Александр Дзюба — охранник клуба Паша «Фейс-контроль» (1-3 сезоны)
- Виктор Логинов — Грег Антилузер (Гриша «Лузер» после пластической операции; 8 сезон)
- Дарья Сагалова — танцовщица Гоу-Гоу «Умка» (1-3 сезоны)
- Юлия Бурнашева — танцовщица Гоу-Гоу «Baby» (1-4, 6 сезон)
- Рика Ханссен — танцовщица Гоу-Гоу «Ника» (1-4, 6 сезон)
- Оксана Лаврентьева — Ксана (2, 3 сезон)
- Кирилл Канахин — «Сынок» (4 сезон)
- Александра Назарова — бабушка Полины (5, 6 сезон)
- Сергей Варчук — отец Полины (5 сезон)
- Александр Самойленко — скандальный олигарх Александр Гольцман (5 сезон)
- Андрей Подошьян — художник Георгий Алексеевич, преподаватель Строгановки (6 сезон)
- Елена Ксенофонтова — главный редактор журнала «Стилиссимо» (6 сезон)
- Стас Шмелёв — участник бойз-бэнда Антон (Тоша) (7, 8 сезон)
- Румия Ниязова — Вероника (7 сезон)
- Константин Исаев — бармен Стас (1-5 сезоны)
- Дмитрий Ермилов — второй бармен (1-4 сезоны)
- Анна Кузина — ассистентка Стеллы
- Анастасия Федоркова — официантка Маша (1-3 сезоны)
- Михаил Полосухин — Колян (1-3, 8 сезон)
- Владимир Широков — Толян (1-3, 8 сезон)
- Марина Овчинникова — мать Василисы (1-5 сезоны)
- Екатерина Строгова — одногруппница Василисы (1-3 сезоны)
- Ришат Ахметгареев — танцор (1-8 сезоны)
- Анна Кашникова — Света (1-3 сезоны)
- Алексей Цокур — таксист (1, 3, 4, 5 сезон)
- Пётр Катрага — милиционер (1, 5, 6 сезон)
- Олег Масленников-Войтов — сутенёр (1 сезон)
- Лилия Кондрова — Ксюша (1 сезон)
- Игорь Гаспарян — заправщик Магомед (1 сезон)
- Ольга Ситникова — преподаватель физкультуры в медицинском ВУЗе (1 сезон)
- Екатерина Мадалинская — садо-мазо Вико (1 сезон)
- Наталья Унгард — Аделаида Павловна Фриканова, миллионерша «Фрикаделька» (2 сезон)
- Анастасия Панченко — Настя (2 сезон)
- Елена Князева — дочь олигарха, поющая официантка (2 сезон)
- Валерий Громовиков — управляющий корейским рестораном (2 сезон)
- Василий Брыков — мальчик Петруша, покупатель в видеопрокате (2 сезон)
- Ирина Медведева — Маришка (2 сезон)
- Василий Савинов — Фёдор Гаврилович (3 сезон)
- Ольга Хохлова — Степанида (тётя Мотя, Матильда), тётя Василисы из Киева (3 сезон)
- Роман Малиновский — Вадик-«толстосум», богатый бизнесмен (3 сезон)
- Виталий Лукошкин — официант с тортом (3 сезон)
- Владимир Перегудов — доктор Кулебякин (3, 5 сезон)
- Олег Осипов — охранник клуба Саша «Фейс-контроль» (4 сезон)
- Николай Козак — детектив (4 сезон)
- Максим Важов — второй детектив (4 сезон)
- Екатерина Надлер — стриптизёрша (4 сезон)
- Алёна Кузнецова — Олеся, первая жена Алекса (4, 5 сезон)
- Анатолий Хропов — отец Олеси, адмирал, бывший тесть Алекса (4,5 сезон)
- Валентина Абрамова — Алёна, первая жена Кости (5 сезон)
- Василий Соловьёв — Славик, хозяин корейского ресторана (2 сезон) / бизнесмен Аркадий (5 сезон)
- Юрий Вьюшкин — директор «Олимпийского» (5 сезон)
- Анна Воронина — Луиза (5 сезон)
- Виталий Замковой — экскурсовод (5 сезон)
- Кирилл Каганович — Миха, друг Ярика (6 сезон)
- Анастасия Шунина-Махонина — Диана (6 сезон)
- Илья Глинников — участник бойз-бэнда (6 сезон)
- Алексей Марков — участник бойз-бэнда Стас (6, 7 сезон)
- Фёдор Гирусов — стилист Федя (6 сезон)
- Глеб Филиппов — хакер (6 сезон)
- Светлана Павлова — Маша (6 сезон)
- Лидия Арефьева — клиентка борделя Либермана (6 сезон)
- Алексей Кульбаба — наркодилер (6 сезон)
- Ярослав Лозовский — наркоторговец (6 сезон)
- Григорий Меликбекян — Ашот, хозяин автомастерской (7, 8 сезон)
- Сергей Славнов — парень в автомастерской (7 сезон)
- Владислав Шкляев — бывший начальник Ника (7, 8 сезон)
- Игорь Сидоров — электрик (7 сезон)
- Матвей Зубалевич — Гарик, фотограф-папарацци (7 сезон)
- Марина Ичетовкина — журналистка Света (7, 8 сезон)
- Евгений Кулаков — блогер Игнат Тарандайкин (8 сезон)
- Ольга Ефремова — актриса, невеста Рэя (8 сезон)
- Андрей Черкасов — журналист (8 сезон)
- Артём Королёв — ведущий шоу (8 сезон)
- Иван Рыжиков — Генрих Аполлонович, адвокат

### Камео
- Наталья Подольская
- Лигалайз
- Серёга
- Павел Воля
- N’Pans
- Саша Project
- Андрей Григорьев-Апполонов
- Coolio
- Валерия
- Иосиф Пригожин
- Яна Рудковская
- Маша Малиновская
- Отар Кушанашвили
- Дима Билан
- Иракли
- Гарик Харламов
- Виктория Дайнеко
- Влад Топалов
- Отпетые Мошенники
- Шура
- Илья Легостаев
- Тимур Соловьёв
- Ирена Понарошку
- МариКа
- Михаил Гребенщиков
- Sexy Лия
- Слава
- Анна Семенович
- Сергей Лазарев
- Теона Дольникова
- Саша
- Премьер-министр
- Тутси
- Sue
- Саша Савельева
- Александр Анатольевич
- Динамит
- Dino MC 47
- Катя Лель
- Сергей Зверев
- Челси
- A-Studio
- Бархат
- Майк Мироненко
- Данко
- Корни
- DJ Feel
- Татьяна Устинова
- Dato